# 莫焦
莫焦（義大利語：Moggio），是意大利莱科省的一个市镇。总面积13.41平方公里，人口522人，人口密度38.9人/平方公里（2009年）。国家统计（ISTAT）代码为097050。